# XM Satellite Radio

Logo von XM Satellite Radio

XM Satellite Radio ist ein gewerblicher Anbieter von Satellitenradio in Nordamerika, der nach der im Jahr 2008 genehmigten Fusion mit dem Konkurrenten Sirius Satellite Radio zur Sirius XM Holdings Inc. gehört. Der Sender strahlt 69 Musikkanäle, 39 Kanäle mit Sprachdiensten wie Nachrichten und Sportberichten, 21 Sender mit Regionalprogrammen und 23 Sender mit aktueller Kommentierung von Sportereignissen aus. Er wurde 1992 als American Mobile Radio Corporation gegründet und beschäftigte im Jahr 2005 ca. 700 Mitarbeiter.

## Satelliten
| Name        | Startdatum (UTC)        | COSPAR-Bezeichnung | Masse | Trägerrakete    | Startplatz | Anmerkungen |
| ----------- | ----------------------- | ------------------ | ----- | --------------- | ---------- | ----------- |
| XM-1 Rock   | 8. Mai 2001, 10:10      | 2001-018A          | 4,7 t | Zenit-3SL       | Sea Launch |             |
| XM-2 Roll   | 18. März 2001, 22:33    | 2001-012A          | 4,7 t | Zenit-3SL       | Sea Launch |             |
| XM-3 Rhythm | 1. März 2005, 03:51     | 2005-008A          | 4,7 t | Zenit-3SL       | Sea Launch |             |
| XM-4 Blues  | 30. Oktober 2006, 23:49 | 2006-049A          | 5,2 t | Zenit-3SL       | Sea Launch |             |
| XM-5        | 14. Oktober 2010, 18:53 | 2010-053A          | 6,0 t | Proton-M/Bris-M | Baikonur   |             |

Der Satellit XM-5 hätte im zweiten Halbjahr 2010 von der Firma Sea Launch ins All gebracht werden sollen. Nach dem Bankrott von Sea Launch wurde dieser Vertrag jedoch im Oktober 2009 annulliert.

## Technische Eigenschaften

Ehemaliges Logo von XM Satellite Radio

Das XM-Signal benutzt sechs separate Kanäle in einem 12,5 MHz breiten Bereich des S-Bandes zwischen 2332,5 und 2345,0 MHz, wobei jeweils nur zwei Kanäle unterschiedliche Daten tragen, die restlichen vier als Redundanz (Diversity-Empfang) zur Sicherung der Empfangsqualität dienen. In jedem der beiden Kanäle werden bis zu 100 Datenkanäle (Radioprogramme) im Multiplex mit 8 Kbit/s übertragen. Als Audiocodierungsformat wird aacPlus verwendet, wobei real beim Empfänger zwischen 4 und 64 kBit/s pro Datenkanal ankommen.